# I Classici del Giallo Mondadori dal 401 al 500
|  | I 100 precedenti: I Classici del Giallo Mondadori dal 301 al 400 |

## Dal N.401 al N.500
| N.  | Titolo italiano                           | Autore                  | Titolo originale                                  | Anno originale | Pubblicazione |
| --- | ----------------------------------------- | ----------------------- | ------------------------------------------------- | -------------- | ------------- |
| 401 | Gira al largo, Donald Lam                 | A. A. Fair              | (Try Anything Once)                               | 1962           | 1982          |
| 402 | Delitto a Villa Rosa                      | A.E.W. Mason            | (At the Villa Rose)                               | 1910           | 1982          |
| 403 | Alla deriva                               | Agatha Christie         | (At the Flood)                                    | 1948           | 1982          |
| 404 | Seppellirò il mio morto                   | James Hadley Chase      | (I'll Bury My Dead)                               | 1953           | 1982          |
| 405 | Il segreto della grande Clara             | Patrick Quentin         | (Death For Dear Clara)                            | 1937           | 1982          |
| 406 | Il nemico nell'ombra                      | Mignon G. Eberhart      | (Enemy in the House)                              | 1962           | 1982          |
| 407 | Fatti sotto, Parker!                      | Richard Stark           | (The Mourner)                                     | 1963           | 1982          |
| 408 | La fiamma e la morte                      | John Dickson Carr       | (Fire, Burn!)                                     | 1957           | 1982          |
| 409 | Movente per un omicidio                   | Ellery Queen            | (Murder With a Past)                              | 1963           | 1982          |
| 410 | Nella mia fine è il mio principio         | Agatha Christie         | (Endless Night)                                   | 1967           | 1982          |
| 411 | Sei un dritto, Mike Shayne!               | Brett Halliday          | (Murder By Proxy)                                 | 1962           | 1982          |
| 412 | Il diritto di morire                      | Rex Stout               | (A Right To Die)                                  | 1964           | 1982          |
| 413 | Perry Mason e la ragazza calendario       | Erle Stanley Gardner    | (The Case of the Calendar Girl)                   | 1958           | 1982          |
| 414 | Il caso dei cioccolatini avvelenati       | Anthony Berkeley        | (The Poisoned Chocolates Case)                    | 1929           | 1982          |
| 415 | Tutto regolare, mamma                     | Ed McBain               | (He Who Hesitates)                                | 1965           | 1982          |
| 416 | C'è un cadavere in biblioteca             | Agatha Christie         | (The Body in the Library)                         | 1942           | 1983          |
| 417 | Morte dal cappello a cilindro             | Clayton Rawson          | (Death From a Top Hat)                            | 1938           | 1983          |
| 418 | ...Ma il terrore rimane                   | Carter Dickson          | (Fear Is the Same)                                | 1956           | 1983          |
| 419 | Lo zio buonanima                          | Ellery Queen            | (The Golden Goose)                                | 1964           | 1983          |
| 420 | L'ora della verità                        | James Hadley Chase      | (What's Better Than Money?)                       | 1960           | 1983          |
| 421 | Il mistero della candela ritorta          | Edgar Wallace           | (The Clue of the Twisted Candle)                  | 1916           | 1983          |
| 422 | Un messaggio dagli spiriti                | Agatha Christie         | (The Sittaford Mystery)                           | 1931           | 1983          |
| 423 | I nove volti dell'assassino               | Philip MacDonald        | (The List of Adrian Messenger)                    | 1959           | 1983          |
| 424 | Se ci sei batti un colpo                  | Jonathan Stagge         | (Turn of Table)                                   | 1940           | 1983          |
| 425 | Perry Mason e la voce fantasma            | Erle Stanley Gardner    | (The Case of the Mythical Monkey)                 | 1959           | 1983          |
| 426 | L'enorme ingranaggio                      | Kenneth Fearing         | (The Big Clock)                                   | 1946           | 1983          |
| 427 | Ellery Queen e la parola chiave           | Ellery Queen            | (Face To Face)                                    | 1967           | 1983          |
| 428 | Il bacio della violenza                   | Dashiell Hammett        | (The Dain Curse)                                  | 1928           | 1983          |
| 429 | Carte in tavola                           | Agatha Christie         | (Cards On the Table)                              | 1936           | 1983          |
| 430 | La notte brava di Parker                  | Richard Stark           | (The Score)                                       | 1964           | 1983          |
| 431 | Lettore, in guardia!                      | Carter Dickson          | (The Reader Is Warned)                            | 1939           | 1983          |
| 432 | Delitto a Honotassa                       | Mignon G. Eberhart      | (The Crime at Honotassa)                          | 1962           | 1983          |
| 433 | Questione di prove                        | Nicholas Blake          | (A Question of Proof)                             | 1935           | 1983          |
| 434 | Dopo le esequie                           | Agatha Christie         | (After the Funeral)                               | 1953           | 1983          |
| 435 | Finalmente domenica!                      | Charles Williams        | (The Long Saturday Night)                         | 1962           | 1983          |
| 436 | Capitan Tagliagola                        | John Dickson Carr       | (Captain Cut-Throat)                              | 1955           | 1983          |
| 437 | Il sangue non è acqua                     | Ross MacDonald          | (The Zebra-Striped Hearse)                        | 1962           | 1983          |
| 438 | La morte cammina per Eastrepps            | Francis Beeding         | (Death Walks in Eastrepps)                        | 1931           | 1983          |
| 439 | C'è del marcio in Vernon Street           | David Goodis            | (The Moon in the Gutter)                          | 1953           | 1983          |
| 440 | La regina dei ladri                       | Edgar Wallace           | (Kate Plus Ten)                                   | 1917           | 1983          |
| 441 | Delitto in cielo                          | Agatha Christie         | (Death in the Clouds)                             | 1935           | 1983          |
| 442 | Il mistero della Camera Gialla            | Gaston Leroux           | (Le Mystère De la Chambre Jaune)                  | 1907           | 1984          |
| 443 | Delitto in bianco                         | Christianna Brand       | (Green For Danger)                                | 1944           | 1984          |
| 444 | Perry Mason brinda al delitto             | Erle Stanley Gardner    | (The Case of the Daring Decoy)                    | 1957           | 1984          |
| 445 | Scandalo a High Chimneys                  | John Dickson Carr       | (Scandal at High Chimneys: a Victorian Melodrama) | 1959           | 1984          |
| 446 | Un delitto avrà luogo                     | Agatha Christie         | (A Murder Is Announced)                           | 1950           | 1984          |
| 447 | Chiamate un carro funebre                 | Jonathan Stagge         | (The Yellow Taxi)                                 | 1942           | 1984          |
| 448 | Dodici rintocchi                          | Mignon G. Eberhart      | (Call After Midnight)                             | 1964           | 1984          |
| 449 | Quando l'amore uccide                     | Nicholas Blake          | (Thou Shell of Death)                             | 1936           | 1984          |
| 450 | Sfida a Poirot                            | Agatha Christie         | (The Clocks)                                      | 1963           | 1984          |
| 451 | Lo spettacolo è finito                    | Ed McBain               | (See Them Die)                                    | 1960           | 1984          |
| 452 | Il mistero delle tre querce               | Edgar Wallace           | (The Three Oaks Mystery)                          | 1924           | 1984          |
| 453 | Il cappio                                 | Philip MacDonald        | (The Noose)                                       | 1930           | 1984          |
| 454 | La sagra del delitto                      | Agatha Christie         | (Dead Man's Folly)                                | 1956           | 1984          |
| 455 | La lampada di bronzo                      | Carter Dickson          | (The Curse of the Bronze Lamp)                    | 1945           | 1984          |
| 456 | La lunga notte di Black Dudley            | Margery Allingham       | (The Crime at Black Dudley)                       | 1929           | 1984          |
| 457 | La casa della freccia                     | A.E.W. Mason            | (The House of the Arrow)                          | 1924           | 1984          |
| 458 | Nero Wolfe: invito a un'indagine          | Rex Stout               | (Death of a Doxy)                                 | 1966           | 1984          |
| 459 | Sono un'assassina?                        | Agatha Christie         | (Third Girl)                                      | 1966           | 1984          |
| 460 | Un Oscar per Hildegarde                   | Stuart Palmer           | (Miss Withers Regrets)                            | 1947           | 1984          |
| 461 | Un velo sul passato                       | Patrick Quentin         | (Family Skeletons)                                | 1965           | 1984          |
| 462 | Le due verità                             | Agatha Christie         | (Ordeal By Innocence)                             | 1958           | 1984          |
| 463 | Le tre parrucche                          | Rufus King              | (Murder Masks Miami)                              | 1939           | 1984          |
| 464 | Il vespaio                                | Ross MacDonald          | (The Far Side of the Dollar)                      | 1965           | 1984          |
| 465 | Gideon Fell e il caso dei suicidi         | John Dickson Carr       | (The Case of the Constant Suicides)               | 1941           | 1984          |
| 466 | Manette per Donald Lam                    | A. A. Fair              | (Shills Can't Cash Chips)                         | 1961           | 1984          |
| 467 | Finestra sul vuoto                        | Raymond Chandler        | (The High Window)                                 | 1942           | 1984          |
| 468 | Poirot e la strage degli innocenti        | Agatha Christie         | (Hallowe'en Party)                                | 1969           | 1985          |
| 469 | Misteri sotto la neve                     | Nicholas Blake          | (The Corpse in the Snowman)                       | 1941           | 1985          |
| 470 | I muri parlano                            | Mary Roberts Rinehart   | (The Wall)                                        | 1938           | 1985          |
| 471 | Il testamento di Gordon Stuart            | Edgar Wallace           | (The Dark Eyes of London)                         | 1924           | 1985          |
| 472 | Tragedia in tre atti                      | Agatha Christie         | (Murder in Three Acts)                            | 1934           | 1985          |
| 473 | Nero Wolfe e una figlia in cerca di padre | Rex Stout               | (The Father Hunt)                                 | 1968           | 1985          |
| 474 | Il segreto della torre                    | Margery Allingham       | (Look the Lady)                                   | 1931           | 1985          |
| 475 | Il mistero delle cinque scatole           | Carter Dickson          | (Death in Five Boxes)                             | 1938           | 1985          |
| 476 | La serie infernale                        | Agatha Christie         | (The A.B.C. Murders)                              | 1936           | 1985          |
| 477 | L'anima al diavolo                        | James Hadley Chase      | (I Would Rather Stay Poor)                        | 1962           | 1985          |
| 478 | La collana di smeraldi                    | Edgar Wallace           | (The Square Emerald)                              | 1926           | 1985          |
| 479 | Paura di vivere                           | Ross MacDonald          | (The Instant Enemy)                               | 1968           | 1985          |
| 480 | La morte nel villaggio                    | Agatha Christie         | (The Murder at the Vicarage)                      | 1930           | 1985          |
| 481 | Otto di spade                             | John Dickson Carr       | (The Eight of Swords)                             | 1934           | 1985          |
| 482 | Il nemico ti ascolta                      | Mignon G. Eberhart      | (Run Scared)                                      | 1963           | 1985          |
| 483 | E adesso Perry Mason?                     | Erle Stanley Gardner    | (The Case of the Lucky Loser)                     | 1957           | 1985          |
| 484 | C'era una volta...                        | Agatha Christie         | (Death Comes As the End)                          | 1944           | 1985          |
| 485 | Dolce pericolo                            | Margery Allingham       | (Sweet Danger)                                    | 1933           | 1985          |
| 486 | Il cantuccio della strega                 | John Dickson Carr       | (Hag's Nook)                                      | 1933           | 1985          |
| 487 | I delitti di April Robin                  | Craig Rice ed Ed McBain | (The April Robin Murders)                         | 1958           | 1985          |
| 488 | Non c'è più scampo                        | Agatha Christie         | (Murder in Mesopotamia)                           | 1936           | 1985          |
| 489 | Io sono la vittima                        | Nicholas Blake          | (The Widow's Cruise)                              | 1959           | 1985          |
| 490 | Il caso dei fratelli siamesi              | Ellery Queen            | (The Siamese Twin Mystery)                        | 1933           | 1985          |
| 491 | La taverna sul Tamigi                     | Edgar Wallace           | (The India-Rubber Men)                            | 1929           | 1985          |
| 492 | Nero Wolfe e il caso dei mirtilli         | Rex Stout               | (Death of a Dude)                                 | 1969           | 1985          |
| 493 | Il mistero delle penne di pavone          | Carter Dickson          | (The Peacock Feather Murders)                     | 1937           | 1985          |
| 494 | Gli elefanti hanno buona memoria          | Agatha Christie         | (Elephants Can Remember)                          | 1972           | 1985          |
| 495 | Il dottor Priestley indaga                | John Rhode              | (Dr. Priestley Investigates)                      | 1930           | 1986          |
| 496 | Perry Mason, sei grande!                  | Erle Stanley Gardner    | (The Case of the Deadly Toy)                      | 1959           | 1986          |
| 497 | I falsi di Amberside                      | Julian Symons           | (Bland Beginning)                                 | 1949           | 1986          |
| 498 | Addio, Miss Marple                        | Agatha Christie         | (Sleeping Murder)                                 | 1976           | 1986          |
| 499 | Ellery Queen e il delitto perfetto        | Ellery Queen            | (The Perfect Crime)                               | 1942           | 1986          |
| 500 | Peter Wimsey e il cadavere sconosciuto    | Dorothy L. Sayers       | (Whose Body?)                                     | 1923           | 1986          |

|  | I 100 successivi: I Classici del Giallo Mondadori dal 501 al 600 |